# Hurlingham (Buenos Aires)
Hurlingham is een plaats in het Argentijnse bestuurlijke gebied Hurlingham in de provincie Buenos Aires. De plaats telt 174.165 inwoners.